# Murnau am Staffelsee
Murnau am Staffelsee là một đô thị ở huyện Garmisch-Partenkirchen bang Bavaria thuộc nước Đức.